# Beverly Peer
Beverly Peer (* 7. Oktober 1912 in New York City; † 16. Januar 1997 ebenda) war ein US-amerikanischer Jazzmusiker (Kontrabass).

## Leben und Wirken

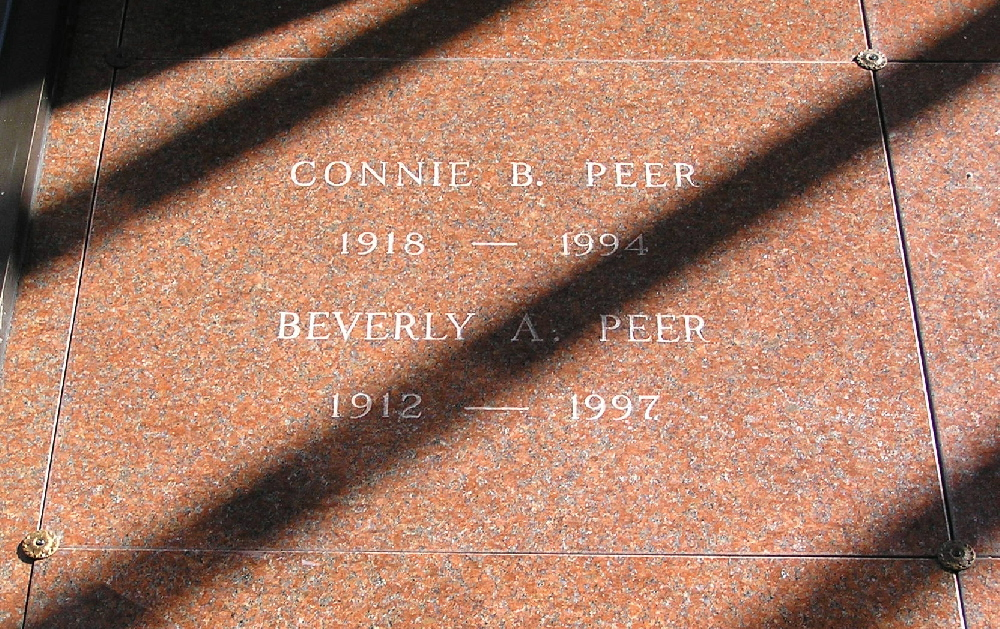
Inschrift auf Beverly Peers Grabstein, Woodlawn Cemetery (Bronx)

Peer wuchs im New Yorker Stadtteil Hamilton Heights auf und lernte als Kind zunächst Piano, um als Jugendlicher zum Bass zu wechseln.  Er war von 1937 bis 1939 Mitglied im Chick Webb Orchestra; im folgenden Jahrzehnt arbeitete er u. a. mit Ella Fitzgerald, Lucky Millinder, Annisteen Allen, Panama Francis, Bull Moose Jackson, in den folgenden Jahren auch mit Lucky Thompson, Sabby Lewis, Harry Dial und Edgar Sampson sowie in Duo- und Trioformationen mit Ellis Larkins bzw. Jimmy Lyon begleitete er Vokalisten wie Mildred Bailey, Bea Wain, Maxine Sullivan, Mabel Mercer, Lena Horne, Carol Burnett, Dorothy Loudon, Johnny Mathis, Barbra Streisand, Barbara Lea und  Dick Vance. Von den 1970er- bis 1990er-Jahren arbeitete er regelmäßig mit Bobby Short, zu hören auf dessen Alben für Atlantic und Telarc wie Bobby Short Celebrates Rodgers & Hart (1975) oder zuletzt 1991 Late Night at the Cafe Carlyle. 1973 trat er mit dem Chick Webb Orchestra (Ghost Band) im Rahmen des Newport Jazz Festival in der Carnegie Hall auf; 1986 hatte er einen Cameoauftritt in Woody Allens Hannah und ihre Schwestern. Peer war von 1936 bis 1991 an 136 Aufnahmesessions beteiligt.